# París-Baleares
París-Baleares fou l'òrgan de difusió de l'associació Les Cadetes de Majorque.
La Publicació París-Baleares veu la llum oficialment el mes de gener de 1954 a París, com a òrgan difusor de l'associació denominada Les Cadets de Majorque (Association Amicale des Originaires et Descendants des Baléares résidant en France). Segons publica la mateixa revista en el seu nombre quaranta-tres, els estatuts de l'associació foren presentats a les autoritats franceses competents el dia 18 de maig de 1953, és a dir, quasi set mesos abans de la publicació de la revista, el seu òrgan difusor.
La publicació va néixer amb la idea de generar llaços d'amistat entre els emigrants balears residents a França i les seves famílies i amics encara residents a les Illes Balears. Amb una gran acollida des dels seus inicis, aquesta publicació ha tingut una vida de quaranta-cinc anys, des de gener de 1954 fins a juny de 1998, amb un total de tres-cents setanta-set nombres.
Amb una periodicitat variable, essent primer mensual, es convertirà a poc a poc, degut a problemes econòmics, en una publicació bimensual.
Sense poder xerrar de nombres absoluts, coneixem una tirada de 1.000 exemplars l'any 1958, de 1.200 exemplars l'any 1985 i de 300 exemplars l'any 1994, però segurament en la dècada dels seixanta i setanta arribaria a tenir l'edició de més de 2.500 exemplars vist el nombre de socis i el seu canvi de periodicitat.